# Politique en Érythrée
L'Érythrée est une république à régime présidentiel à parti unique, où le Président est à la fois chef de l'État et chef du gouvernement. Le Front populaire pour la démocratie et la justice (FPDJ) détient seul le pouvoir. L'Assemblée nationale, formée en 1993 peu après l'indépendance, est composée de 150 sièges et a élu le président Issayas Afewerki.
Le 19 mai 1993, peu après le référendum sur l'indépendance de la Région autonome de l'Érythrée, tenu les 23 et 24 avril 1993, le gouvernement provisoire annonça une réorganisation du gouvernement et une période transitoire de quatre ans au cours de laquelle une nouvelle constitution, une loi sur les partis politiques, une loi sur la presse ainsi que l'élection d'un gouvernement constitutionnel seraient mises en place. En mars 1994, le gouvernement provisoire mit sur pied une commission constituante chargée d'élaborer une nouvelle constitution. La constitution fut promulguée en 1997 mais n'est pas entrée matériellement en vigueur et les élections ont été reportées. Une Assemblée nationale composée exclusivement de membres du FPDJ est entrée en fonction en tant que législature de transition. Les élections ont été reportées indéfiniment après le début du conflit territorial avec l'Éthiopie.
Sous la direction du président Afewerki, l'Érythrée est considérée comme une des dictatures les plus brutales du monde, ainsi qu'en attestent plusieurs rapports internationaux.

## Pouvoir exécutif
Le Président nomme les chefs des différents ministères, autorités, commissions et offices puis les soumet à l'Assemblée nationale pour ratification.
| Fonction  | Nom              | Parti | Depuis      |
| --------- | ---------------- | ----- | ----------- |
| Président | Issayas Afewerki | FPDJ  | 24 mai 1993 |

## Pouvoir législatif
L'Assemblée nationale compte 75 membres du FPDJ et 75 membres élus. L'Assemblée définit la politique intérieure et extérieure du pays, approuve le budget et élit le Président.
Des assemblées régionales sont élues dans chacune des six subdivisions de l'Érythrée. Contrairement à l'Assemblée nationale, la nomination de l'administrateur régional n'est pas de leur ressort.

## Pouvoir judiciaire
Le pouvoir judiciaire est indépendant du pouvoir législatif et exécutif. Il existe trois niveaux d'instances judiciaires, les cours de village, les cours régionales et la Haute cour nationale. Les 683 cours de village sont composées de trois juges élus, généralement les aînés. Le droit local et coutumier y tient une place importante.

## Droits de l'homme
Les sources locales indépendantes au sujet de la politique intérieure de l'Érythrée sont rares. En septembre 2001, le gouvernement a fermé tous les médias privés du pays et des opposants ont été arrêtés et détenus sans procès selon Human Rights Watch et Amnesty International. En 2004, le Département d'État des États-Unis a rapporté un grand nombre de persécutions religieuses.
Les droits de l'homme les plus élémentaires ne sont pas respectés en Érythrée, sous la direction dictatoriale du président Afewerki. En juin 2015, au terme d'une année complète d'enquête, un rapport du Haut-Commissariat des Nations unies aux droits de l'homme fait état de violations systématiques des libertés fondamentales, commises par le pouvoir en place.

### En 2012
- Léonard Vincent, Les Erythréens, Paris, Payot & Rivages, 2012, 256 p. (ISBN 978-2-7436-2293-0 et 2-7436-2293-8)
- Jean-Paul Mari, « Le bagne de l'Afrique », Le Nouvel Observateur, no 2463,‎ 19 janvier 2012, p. 66 (ISSN 0029-4713)
- « Erythrée : la dictature la plus sanglante du monde » (consulté le 18 avril 2012)
- L'Érythrée sous l'emprise du dictateur Issayas Afeworki, Émission radiophonique en deux épisodes de France Inter, du 24 et 31 mars 2012.